# La Goulue
La Goulue (francès: Louise Joséphine Weber)  (Clichy, 12 de juliol de 1866 - 10è districte de París i hospital Lariboisière, 30 de gener de 1929) nom artístic de Louise Weber, fou una popular ballarina de cancan i una figura destacada del París de la Belle Epoque. Fou immortalitzada per Henri de Toulouse-Lautrec i altres pintors, i coneguda com «la reina de Montmartre».

## Biografia

### Inicis
Nascuda Louise Joséphine Weber el 12 de juliol de 1866 a Clichy-sur-Seine, era filla de Dagobert Weber, fuster, i de Madelaine Courtade, modista, tots dos d'origen alsacià. Passà una gran part de la seva infantesa a la senzilla casa familiar, al número 1 del carrer de Martre de Clichy, amb el seu germà i la seva germana. De molt joveneta, la mare li inculcà el gust per la dansa. El 1869 va néixer una mitja germana amb la qual Madelaine va abandonar la llar familiar.
Louise Weber debutà a l'edat de 6 anys, a l'Élysée Montmartre, per als nens d'Alsàcia-Lorena, sota la presidència de Victor Hugo i de la comtessa Céleste Mogador. El seu pare l'exhibia sobre la taula dels convidats dels banquets, on practicava el chahut, una mena de primera versió del cancan. És enviada a les religioses pel seu pare que, mutilat de les dues cames des de la seva tornada de la guerra de 1870, moriria per les ferides el gener de 1873.
L'any 1882, als 16 anys, s'instal·là amb Edmond, el seu amic, al carrer Antoinette, a Montreuil. El mateix any descobria el Moulin de la Galette, on es donà a conèixer com a ballarina.
El 1884 es va traslladar al Boulevard Ornano amb el seu amic Charlot i va començar a treballar com a bugadera, com havia estat la seva mare.

Ella és alternativament una bugadera, un model per a pintors i fotògrafs, en particular per a Ernest Salmon i per a Auguste Renoir, que la introduí a l'ambient de Montmartre i al grup de models que guanyaven diners extra posant per a artistes i fotògrafs. És aleshores que el fotògraf Achille Delmaet la va retratar nua. Ballant en petits balls suburbans, Louise Weber es va fer coneguda gràcies a Charles Desteuque, un periodista que tenia, a la revista Gil Blas, una secció reservada a la promoció de socialités emergents. El 1885 també s'hi va fixar un tal Gaston Goulu Chilapane, que la va acollir durant un temps a la seva mansió privada a l'avinguda del Bois (ara avinguda Foch). 

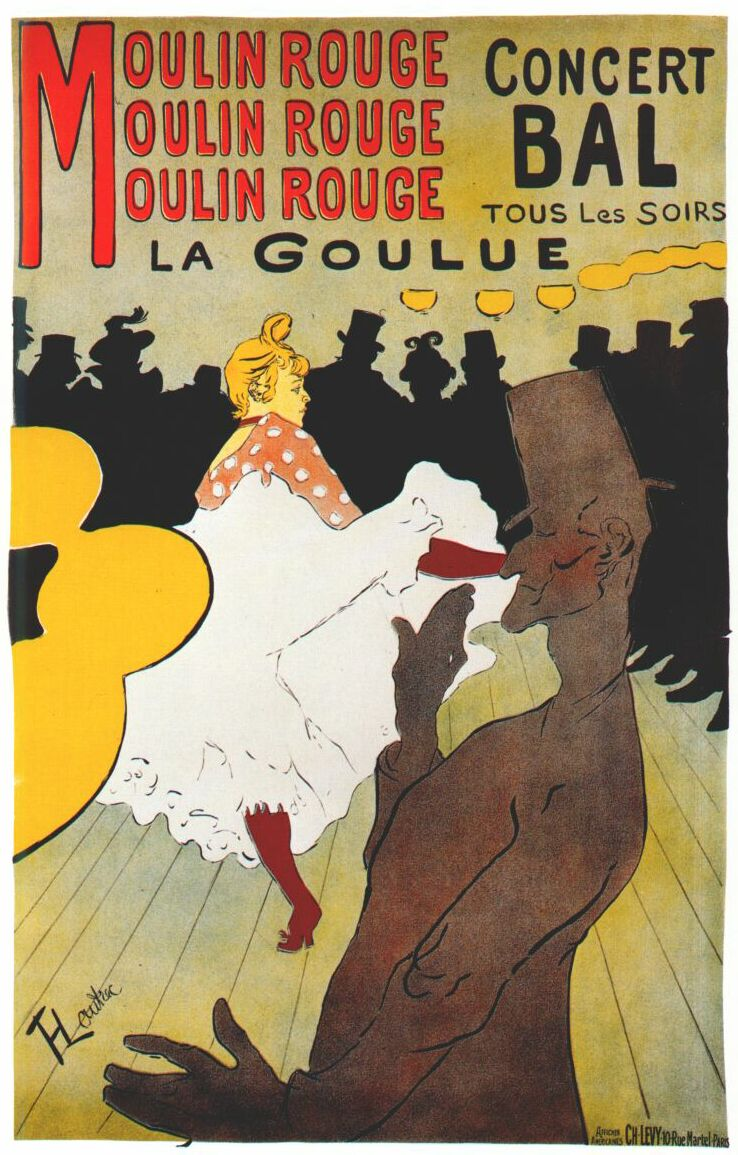
El cartell de Toulouse-Lautrec per al ball del Moulin Rouge: el pintor representa La Goulue, amb els cabells rossos recollits en un característic monyo alt, la camisola vermella amb pics blancs, ballant davant de Valentin le Désossé, amb la silueta del públic al fons.

Debutà en una revista, al circ Fernando. La ballarina-coreògrafa Grille d'Égout et Céleste Mogador l'assessoraren i aconsellaren i la van fer debutar professionalment a l'Élysée-Montmartre com a ballarina, així com a Montparnasse, al ball Bullier i a la Closerie des Lilas. Després, els germans Oller i Charles Zidler la llançaren al cancan. Mentre ballava, se'n reia del públic masculí amb el remolí de les seves faldilles plenes de farbalans, que deixaven veure les calces mentre, amb la punta del peu, feia volar un barret d’home. El nom del seu primer mentor, Gaston Goulu Chilapane, i el seu costum de buidar els gots dels clients mentre passava per les taules, li valgueren el sobrenom de La Goulue, «la goluda», «la golafre».

### El Moulin Rouge
Protegida per Charles Zidler i Josep Oller, que obriren el cabaret del Moulin Rouge el 1889, fou contractada per ballar juntament amb Jules Étienne Edme Renaudi, que esdevindria una celebritat de la dansa sota el nom d'escena de Valentin le Désossé (Valentin «el Desossat»). Junts ballaven el chahut i gràcies a aquest frenètic ball acrobàtic, tan innovador per a l’època, La Goulue es va fer ràpidament un nom i obtingué un èxit aclaparador.
Es convertí en la reina indiscutible del Moulin Rouge i meresqué l'admiració del baró de Rothschild, el príncep de Gal·les, el xa de Pèrsia, el marquès de Biron i esdevingué la musa de Toulouse-Lautrec. També fou la primera vedette a inaugurar l'escenari de l'Olympia, teatre de music-hall fundat també per Josep Oller el 1893.

### Declivi

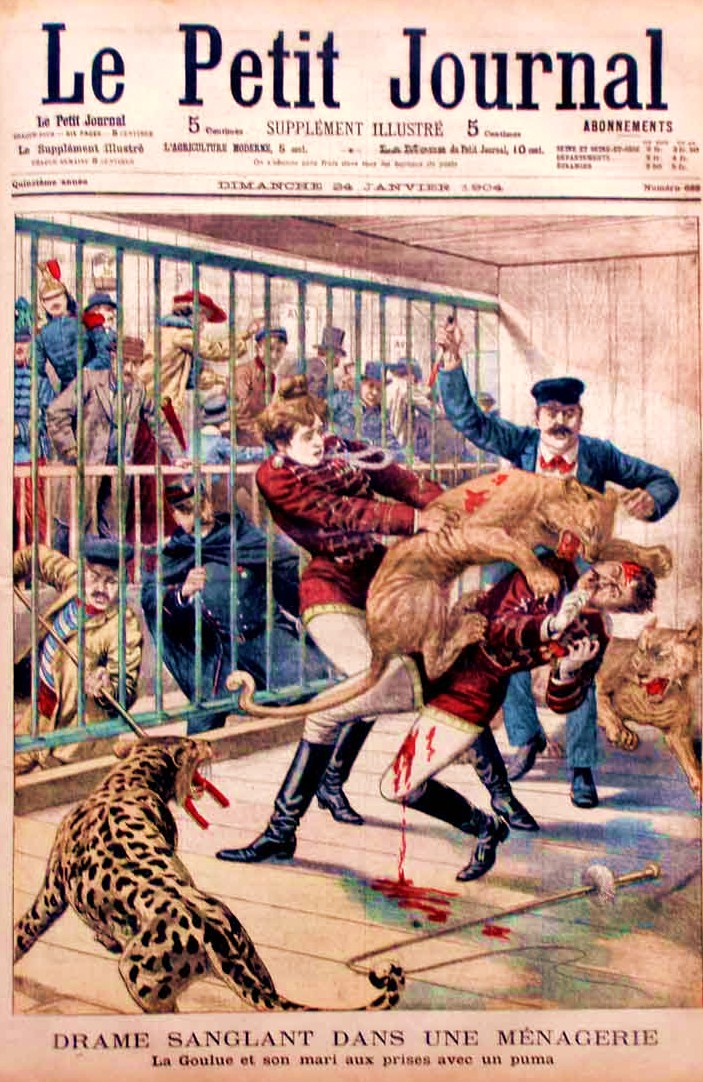
La Goulue i el seu marit atacats per un puma, 24 de gener de 1904

Rica i famosa, el 1895 va decidir deixar el Moulin Rouge i instal·lar-se tota sola a les atraccions de fira, llavors com a domadora. Va encarregar a Toulouse-Lautrec uns panells decoratius per a la seva barraca com a ballarina de la dansa del ventre, que avui es conserven al Museu d’Orsay. El desembre de 1895, La Goulue va tenir un fill, Simon-Victor, d'un pare desconegut ("un príncep", va dir ella). Un firaire l’adoptà i li donà nom. El 1898 va actuar davant l'ambaixador xinès, com a domadora de lleons. El 10 de maig de 1900, La Goulue es va casar amb el prestidigitador Joseph-Nicolas Droxler, que es convertí també en domador.
Com a domadora de feres, va actuar del 1904 al 1907 en petits zoos i circs, parcs d'esbarjo i festes populars com la de Neuilly o la Foire du Trône, fins que les seves bèsties van atacar-la a ella i el seu marit. Tornà aleshores al teatre i aparegué com a actriu en petits locals i fins i tot al Teatre des Bouffes du Nord. Joseph-Nicolas Droxler, de qui també s'havia separat sense divorci, va morir a la guerra de 1914, mentre que el seu fill Simon-Victor moria el 1923, a l'edat de 27 anys, deixant una nena anomenada Marthe. Després d'aquest calvari, La Goulue es va enfonsar en l'alcoholisme.

Va morir el 29 de gener de 1929. Fou enterrada al cementiri parisenc de Pantin gairebé sense testimonis, però en presència de Pierre Lazareff, agregat a la direcció artística del Moulin Rouge. Gràcies al seu besnet, Michel Souvais, fou exhumada l'any 1992 i l'alcalde de París, Jacques Chirac, n'ordenà el traspàs de les cendres al cementiri de Montmartre. Els mitjans de comunicació i diferents personalitats, així com dues mil persones, presenciaren aquesta cerimònia.

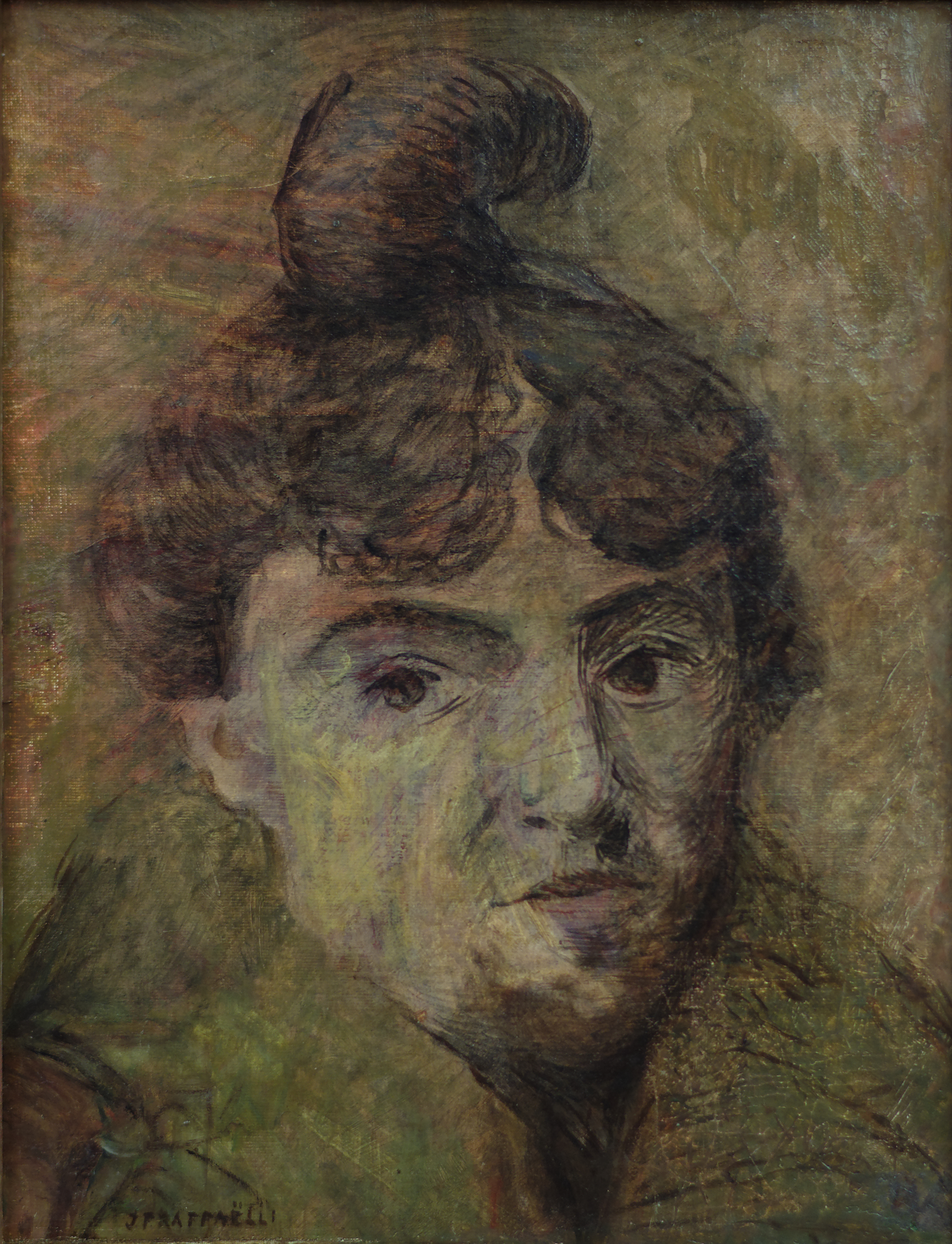
La Goulue (1896), Jean-François Raffaëlli.

## Model de pintors
La Goulue esdevingué un dels temes favorits de Toulouse-Lautrec, que la immortalitzà en els seus retrats i els seus cartells per al Moulin Rouge, al costat de Valentin el Desossat. Ella desenvoluparà una veritable amistat amb el pintor, que plasmarà la seva figura en diferents ocasions de la seva vida, tant en els moments d'esplendor com en els anys de declivi.
El primer pòster del Moulin Rouge, La Goulue, va ser encarregat per Charles Zidler, el gerent del gran cabaret parisenc el 1891. Més endavant, Toulouse-Lautrec il·lustrà un estudi sobre El plaer a París, de Gustave Geffroy, a Le Figaro Illustré del febrer de 1894, anomenat La Goulue i Paul Lescau, en què es pot reconèixer La Goulue, encara que hi figuri d'esquena. Després, ella mateixa va encarregar al seu amic uns panells decoratius per a la seva barraca de fira, un dels quals és La Goulue i Valentin el Desossat i l'altre, La danse mauresque ou les almées.

Obres de Toulouse-Lautrec que representen La Goulue
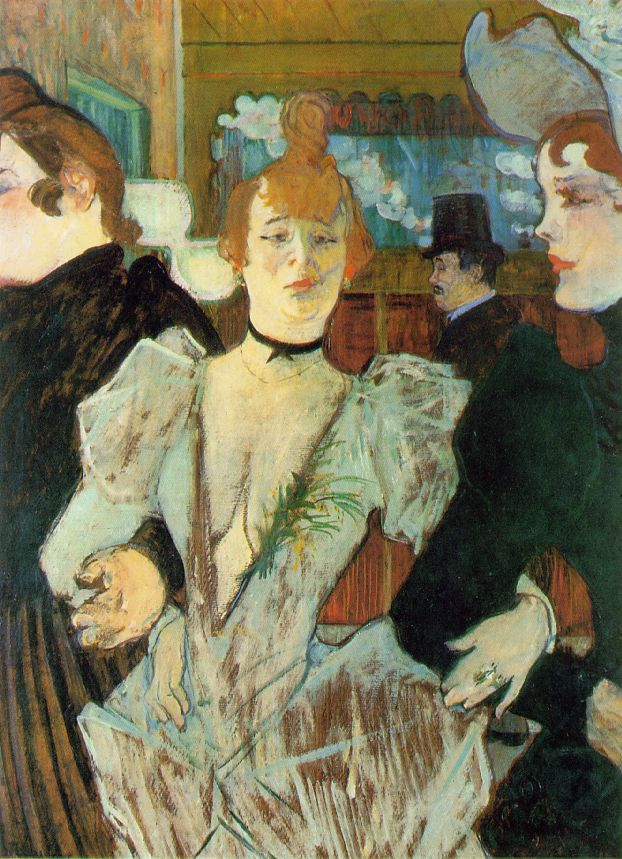
La Goulue arribant al Moulin Rouge, 1892
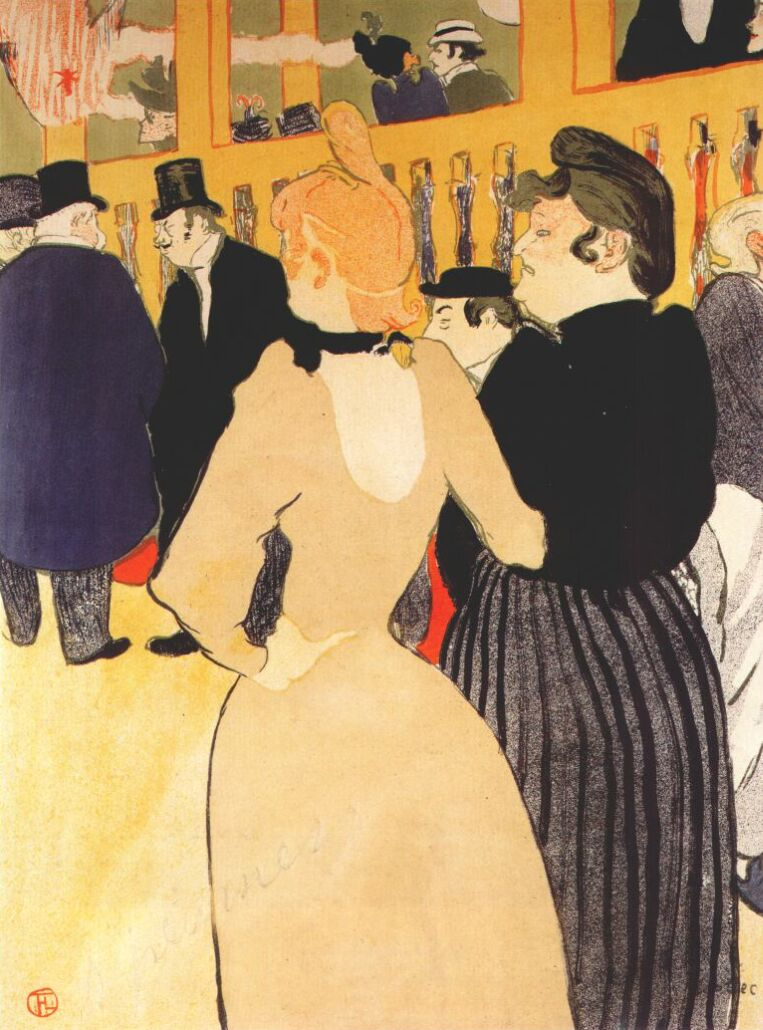
La Goulue i la Môme Fromage, 1892
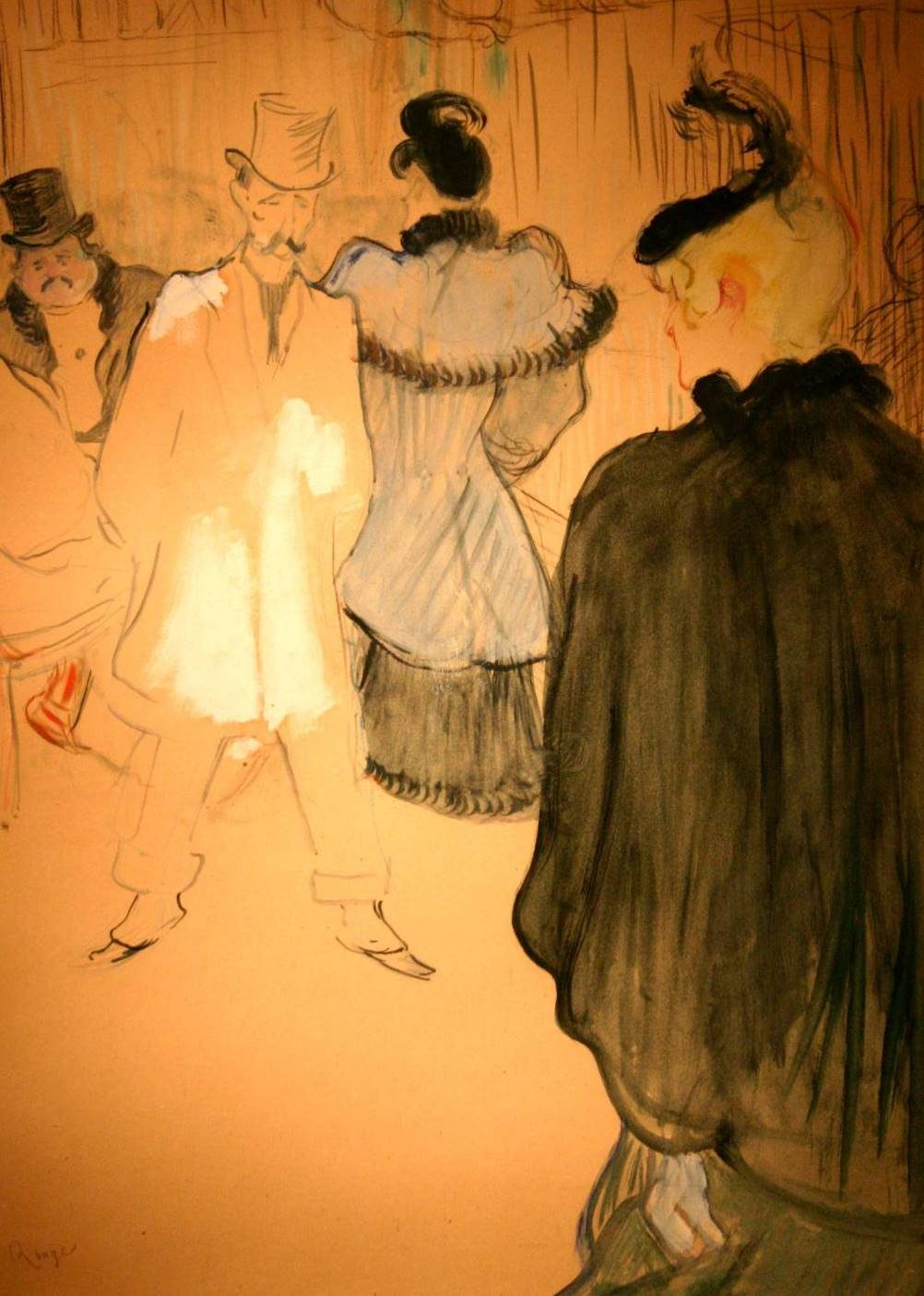
La Goulue i Paul Lescau, 1894 Museo Nacional de Bellas Artes de Buenos Aires
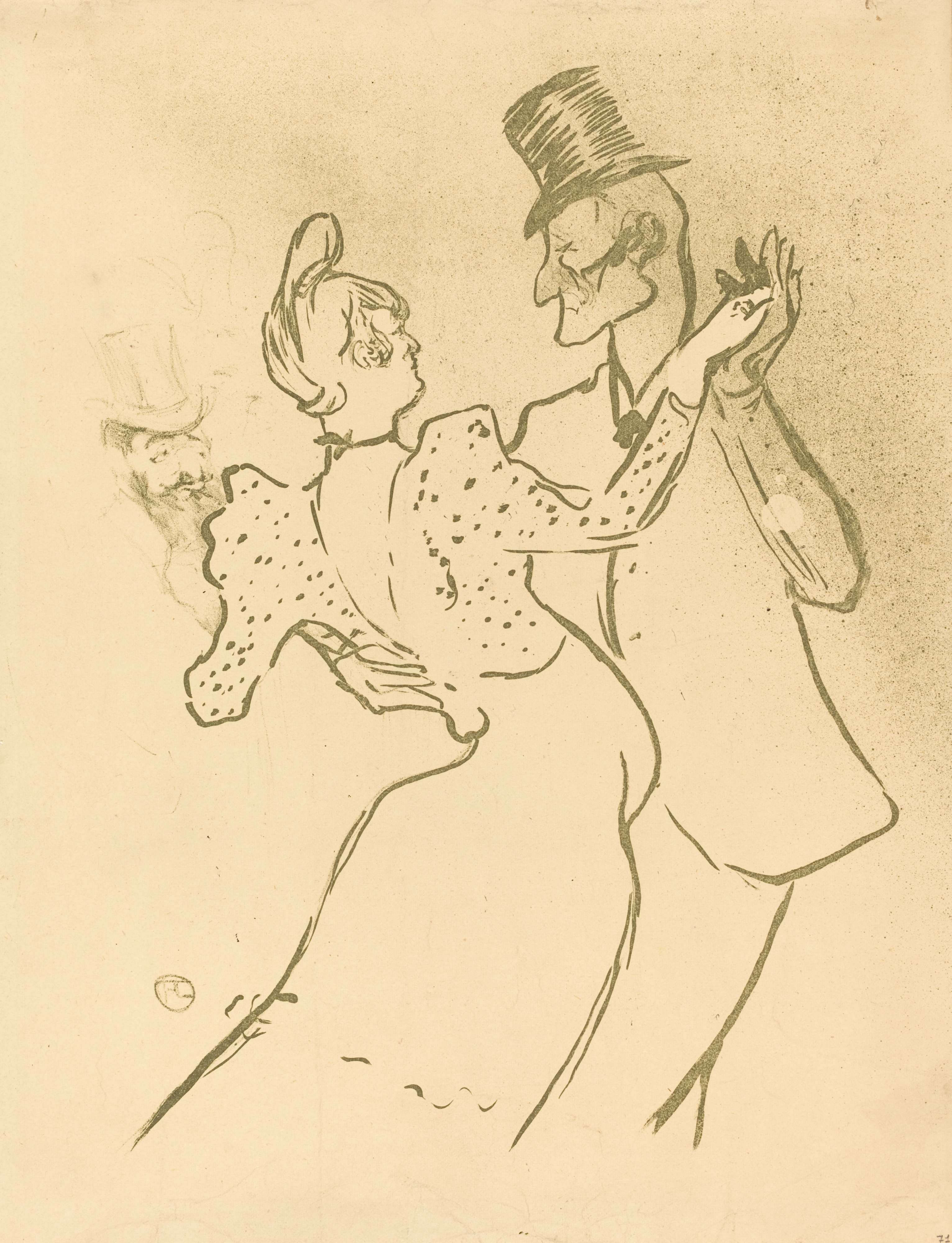
La Goulue, 1894, National Gallery of Art (NGA) de Washington
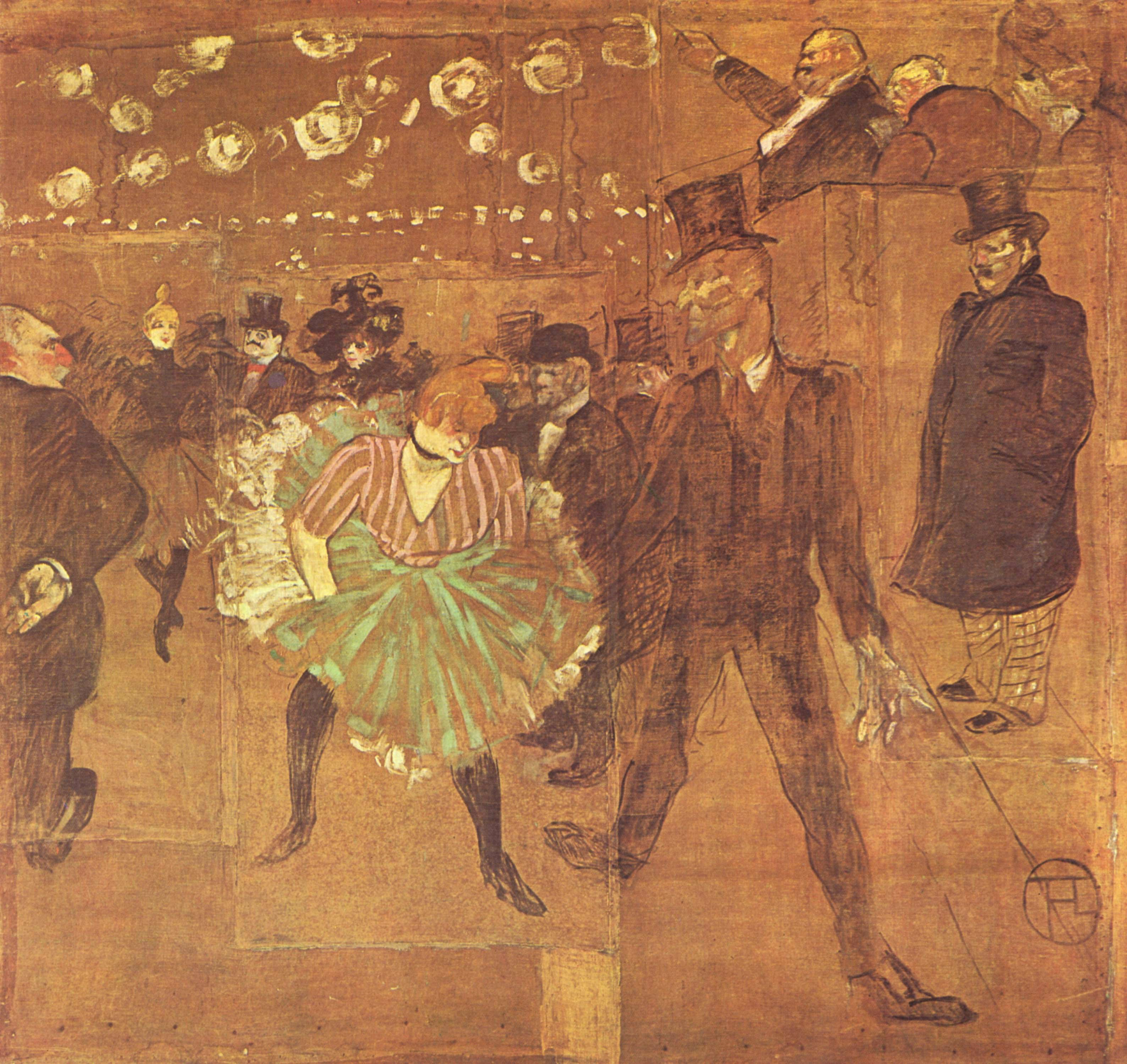
La Goulue i Valentin el Desossat, 1895, Museu d'Orsay
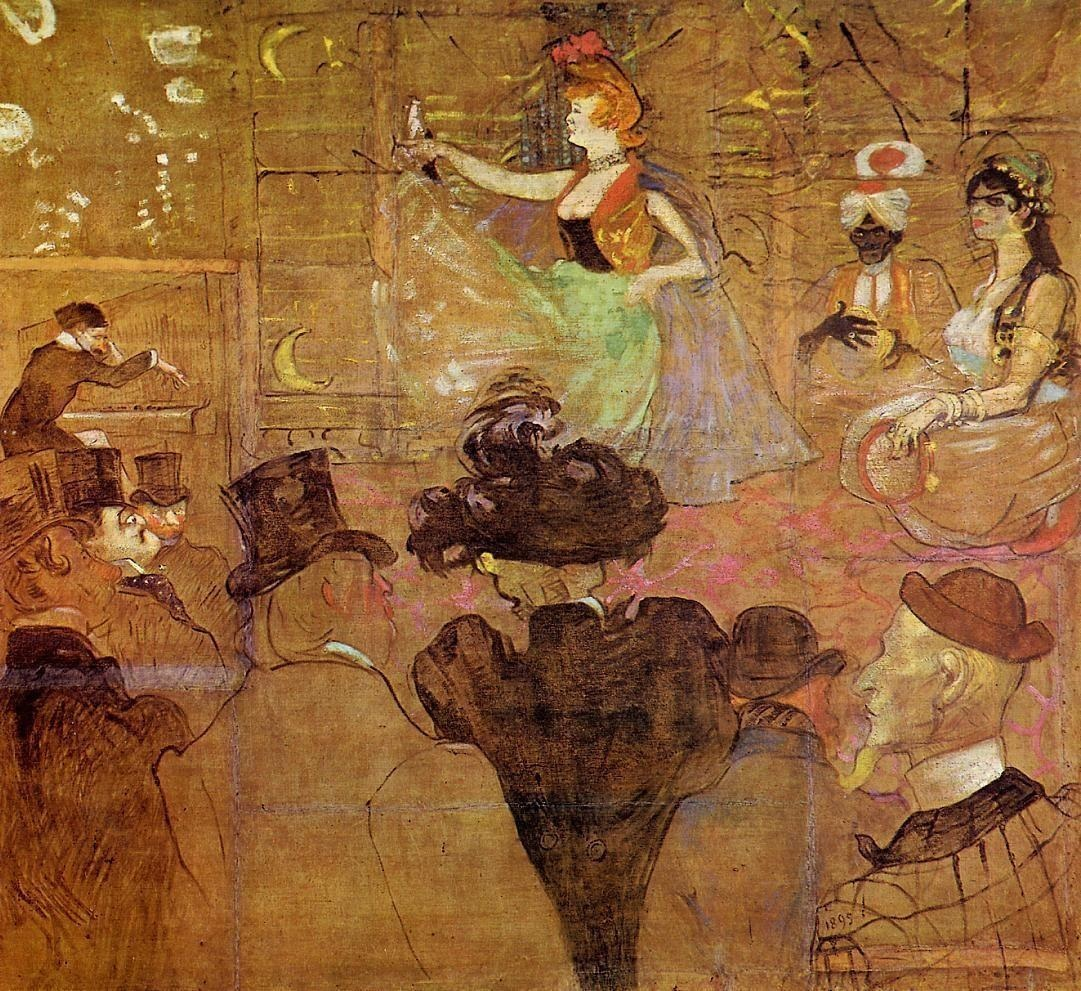
La danse mauresque ou Les Almées, 1895, Museu d'Orsay

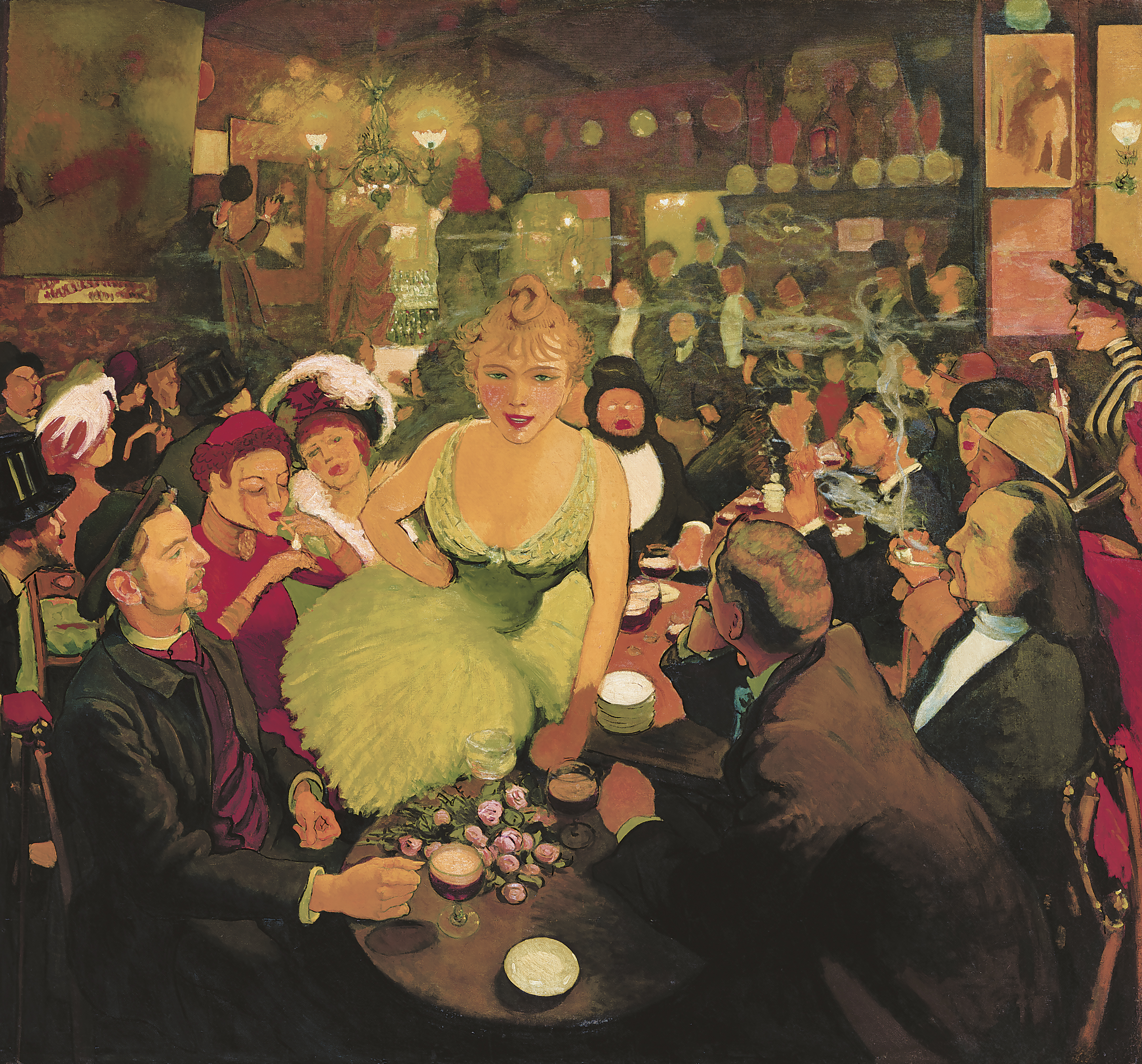
L’Intérieur de chez Bruant - Le Mirliton (1887), de Louis Anquetin

El pintor Louis Anquetin va recollir també la imatge de Louise Weber en el Portrait de La Goulue, c.1880-1885, un oli sobre tela que s'exposa al Museu de Belles Arts de Quimper. I també al quadre L’Intérieur de chez Bruant - Le Mirliton, de 1887, que es va poder veure al Museu de Belles Arts de Montreal (MBAM) com a part de l'exposició de cartells de Toulouse-Lautrec i la Belle Époque celebrada el 2016; pertany a una col·lecció privada. El quadre, desconegut per experts i especialistes pràcticament fins aleshores, mostra diverses figures emblemàtiques, a més de La Goulue, que presideix l'escena, entre les quals el mateix Toulouse Lautrec, a l'esquerra, amb barret. Asseguts a taula Émile Bernard, Marie Valette -model d’Anquetin-, encenent una cigarreta en públic; a la dreta i mig d'esquena, el pintor Paul Tampier, més enllà, darrere del fumador, els pintors Albert Grenier i François Gauzi, bevent vi; al fons, sobre l'escenari, Aristide Bruant, propietari del local.
També el pintor Jean-François Raffaëlli pintà La Goulue al 1896, en un quadre que es conserva al Museu de Belles Arts de Dijon.

## Galeria d'imatges

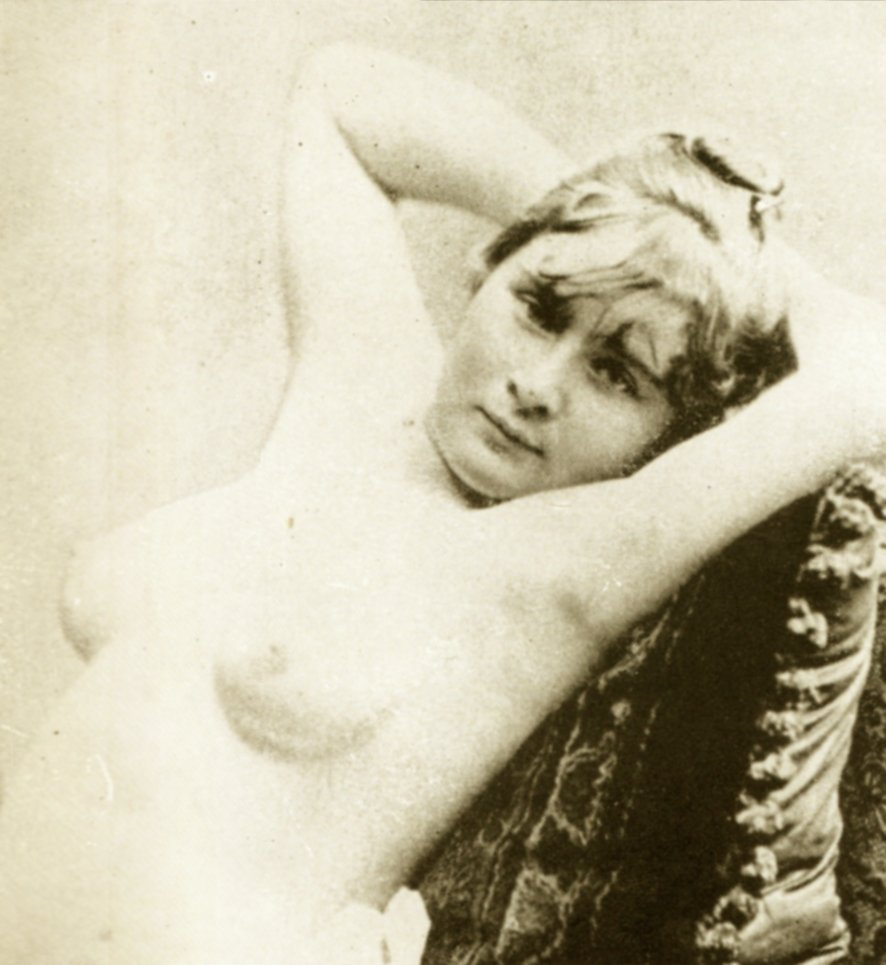
1885
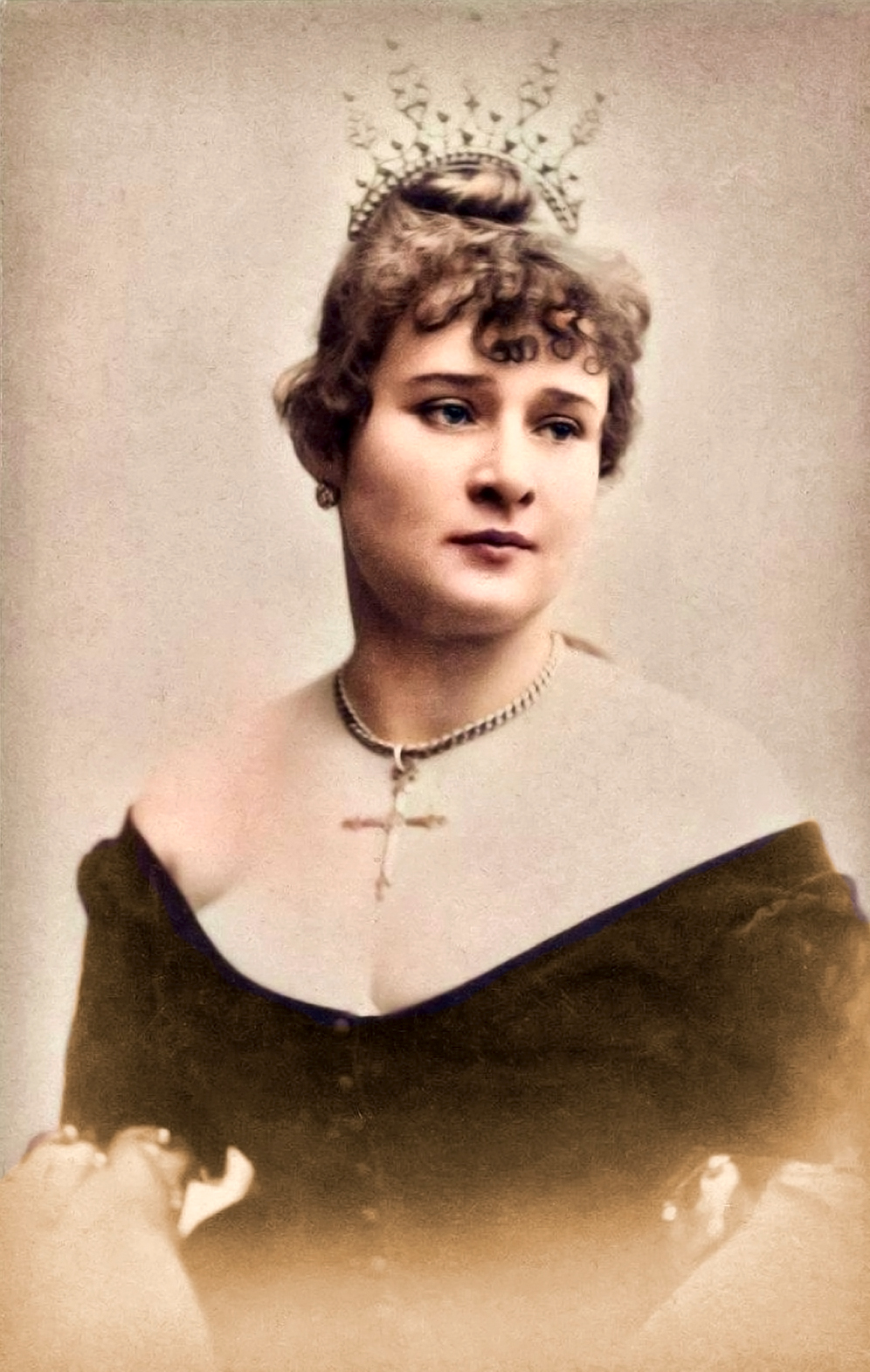
1885
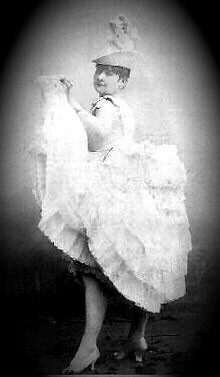
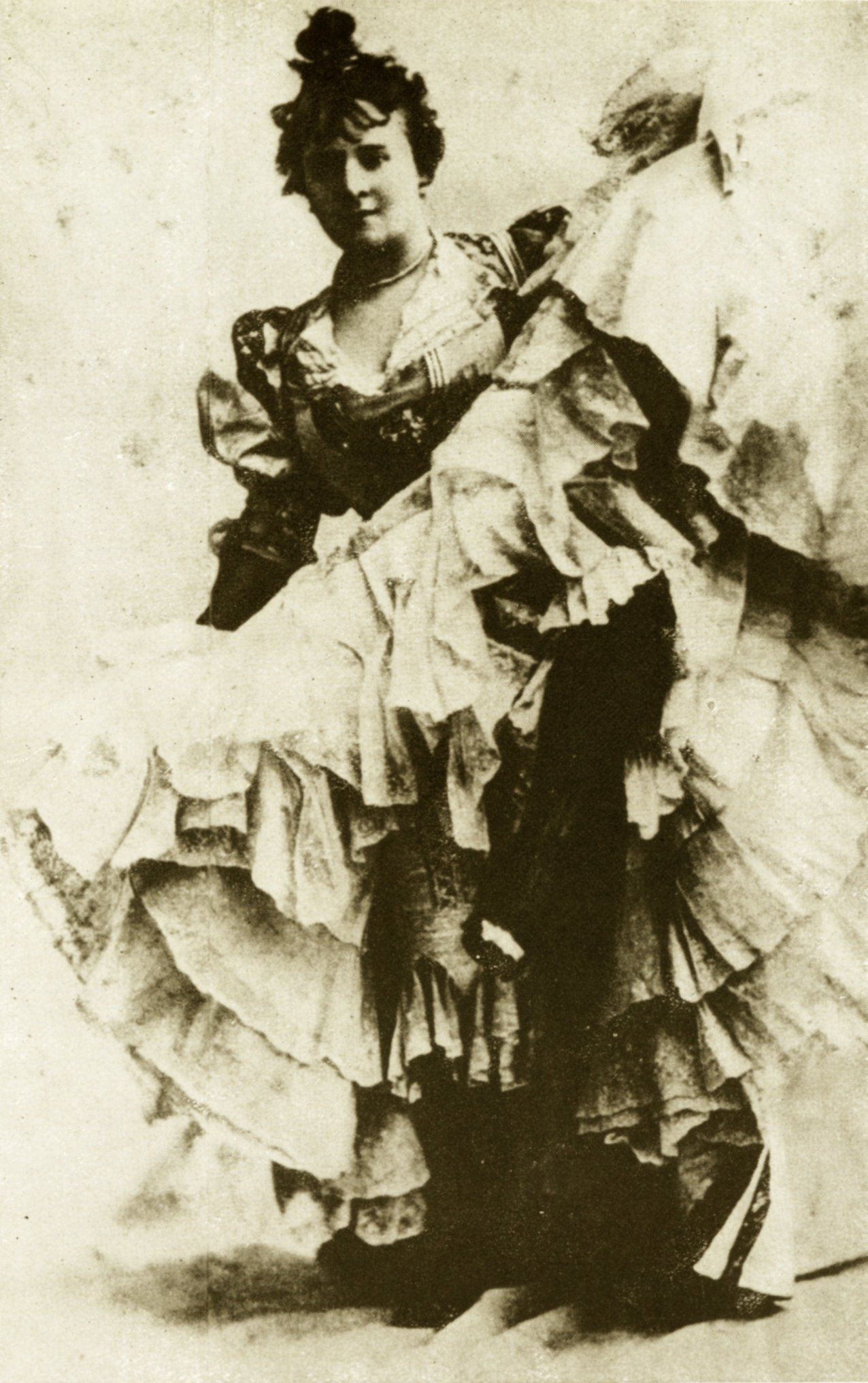
1890
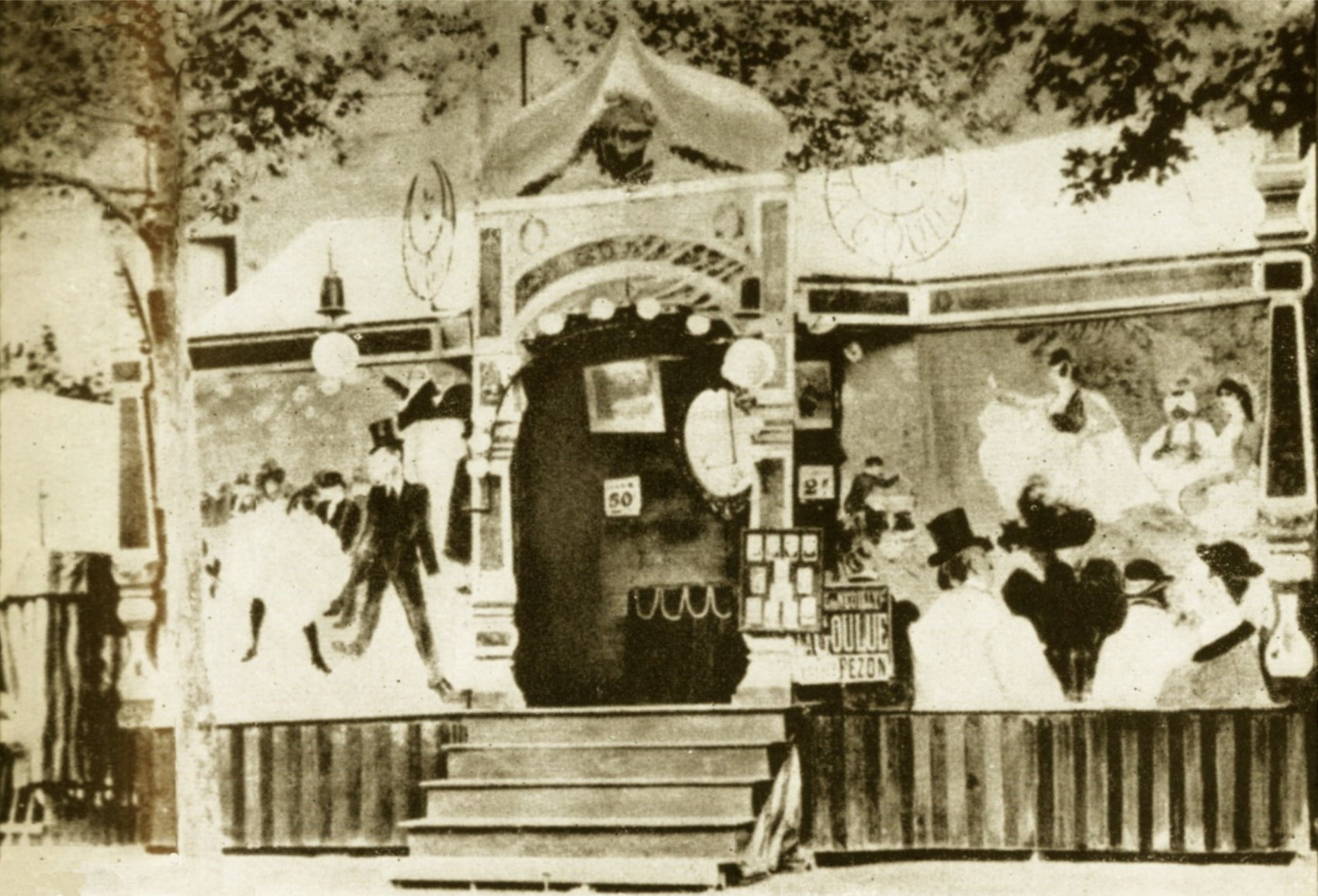
La barraca de fira 1895
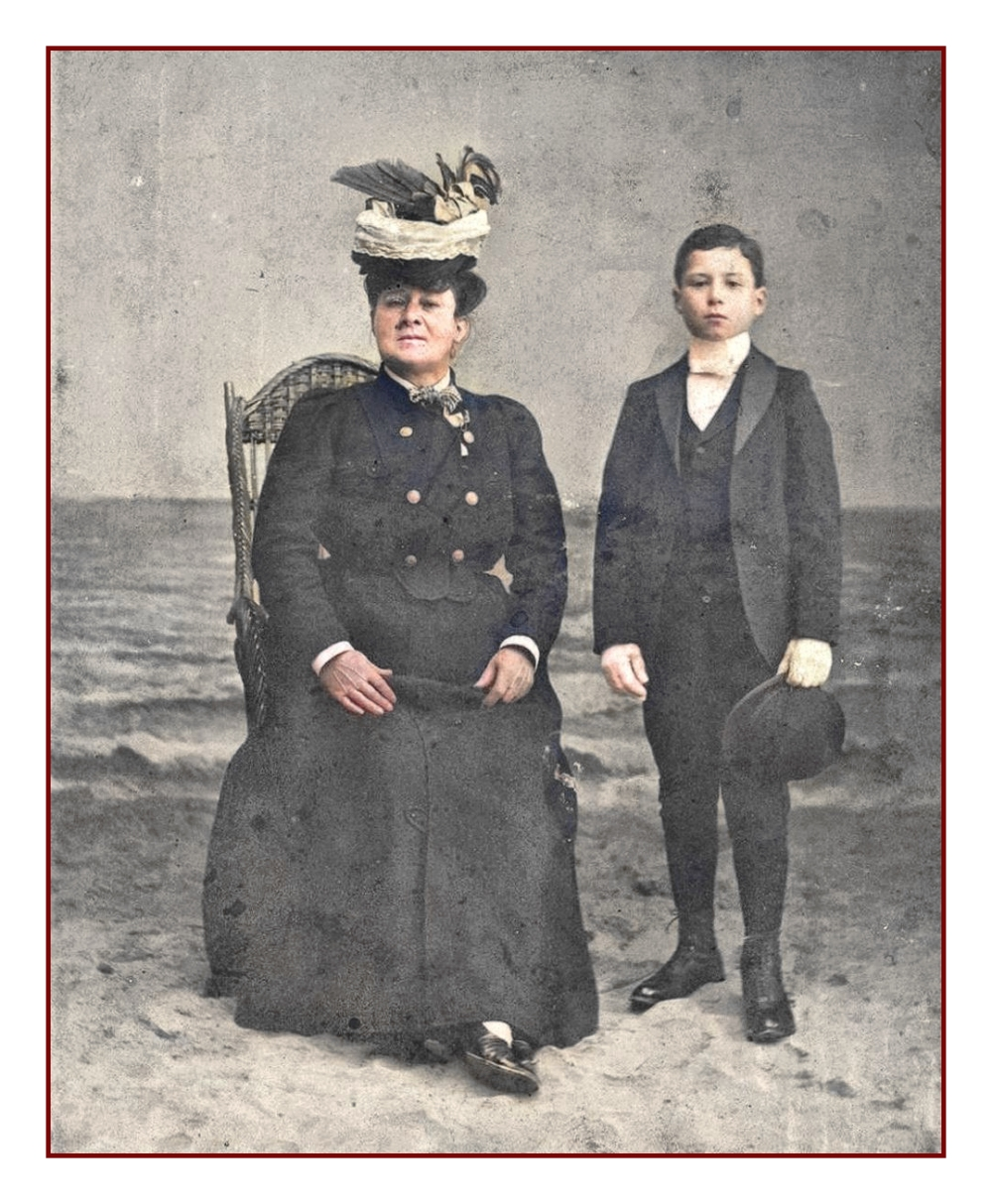
Amb el seu fill Víctor, 1905